# Lucius Annaeus Seneca
 Der er for få eller ingen kildehenvisninger i denne artikel, hvilket er et problem. Du kan hjælpe ved at angive troværdige kilder til de påstande, som fremføres i artiklen.

Lucius Annaeus Seneca (født ca. 4 f.Kr., død 65 e.Kr.) også kendt som Seneca den yngre, Seneca philosophus, Seneca tragicus eller Seneca var en romersk tragedieforfatter, filosof og statsmand og lærer for kejser Nero.  Han var en betydelig skikkelse inden for stoicismen, en filosofisk skole, der betoner selvbeherskelse, fornuft og dyd som vejledende principper for livet.  .

## Biografi
Seneca blev antagelig født i år 4 f.Kr.  i Cordoba.  Hans forældre var Seneca den ældre og Helvia. Han havde to brødre: 
- Storebroderen Novatus kaldet Gallio som på Paulus' tid var statholder i den romerske provins Achaea og er nævnt i Apostlenes Gerninger 18:12-17.
- Lillebroderen Mela, som blev far til digteren Lucan.

Som ung kom Seneca til Rom og gjorde karriere som jurist, underviser og forfatter – hans tidlige værker er gået tabt. Han fik hurtigt en politisk rolle. I 41 e.Kr. blev han sendt i eksil på Korsika efter anklage om hor med en søster til den afdøde kejser Caligula. Samme år mistede Seneca sin eneste søn. I 49 blev Seneca hentet tilbage fra sit eksil af kejser Claudius' nye hustru Agrippina for at blive opdrager og lærer for hendes begavede tolvårige søn Lucius Domitius Ahenobarbus, den senere kejser Nero. Denne stilling bragte ham for alvor ind i politik og gav ham indflydelse på Nero. Ved siden af levede han som velhavende godsejer uden for Rom.
Da Nero blev kejser i 54, fik Seneca status af amicus principis ("kejserens ven"), den fremmeste af kejserens rådgivere, og fungerede som førsteminister i samarbejde med prætorianergardens øverstkommanderende, Burrus. I de næste fem år af Neros regering havde Seneca held til at hæmme den unge kejsers voldsomme blodtørst, trænge Agrippina tilbage og at undgå overgreb. I løbet af få år svækkedes hans indflydelse på Nero: de forholdsvis humane første fem år af Neros regering blev brat afbrudt, da kejseren i 59 fik sin egen mor, Agrippina, slået ihjel.  Seneca kunne ikke hindre stridigheder og mord inden for kejserfamilien, som han som regeringsmedlem var nødt til at støtte officielt. Stigende vanskeligheder med at forene rollen som humanistisk intellektuel med praktisk politiker fik ham i 62 til at trække sig tilbage til privatlivet og hellige sig studier og sit forfatterskab. Efter Roms brand i 64 blev han opsøgt af Nero, som ønskede rådgivning om sin fremtid. Seneca svarede "Du er kejseren, optræd som en Gud". Det ansporede Nero til et genopbygningsprojekt, der tømte statskassen, krævede de største skatter i Romerrigets historie og tvang de rigeste borgere til først at testamentere deres formuer til kejseren og så begå selvmord. I 65 var Neros regime så yderligtgående, at en stor del af senatet med Senecas nevø Lucan blandt de fremtrædende aftalte en sammensværgelse mod Nero. Den blev afsløret; mange senatorer blev henrettet og Seneca blev tvunget til at begå selvmord, selv om der ikke var ført bevis for, at han havde været indblandet. Historikeren Tacitus (Annales XV,60-64) beskriver meget teatralsk, hvordan Seneca først skar sine pulsårer over, men blodet flød for langsomt. Dernæst drak han gift, men den virkede heller ikke, og til sidst sprang i et varmt bassin, hvori han kvaltes af dampen.

## Forfatterskab
Næst efter Cicero regnes Seneca for den største romerske stilist. Han var som filosof stoiker og opfordrede i sine skrifter til mildhed, mådehold og en afbalanceret holdning til tilværelsen. Hans menneskesyn er præget af humanisme, fx regner han principielt slaver for medmennesker (Epistel 47). Som ældre græske stoikere prøvede han at gå på kompromis med de strenge filosofiske krav til mennesket. Han er kritiseret for at være for blød og inkonsekvent i sin holdning, og for at hans eget velhaverliv og hans asketiske synspunkter var dobbeltmoralsk.
Senecas skrifter er  meget velskrevne med stor sans for elegante stilistiske virkemidler. Blandt dem er hans 
dialogi med Consolatio ad Marciam ("Trøsteskrift til Marcia" som hans ældst bevarede værk), 
De tranquilitate animi ("Om sjælens havblik" eller "Om sindsro"), 
De Ira (”Om vrede”, hvori han opfatter vreden som en følge af overdreven optimisme) og 
De Brevitate Vitae (”Om livets korthed”, hvori han opfordrer til at udnytte sin tildelte tid bedst muligt med filosofi). 
Seneca skrev også 124 breve om moralske emner til Lucilius. De er oversat til dansk af den store Seneca-filolog Martin Clarentius Gertz. Et mere specielt værk er hans satire Apocolocyntosis divi Claudii ("Den guddommelige Claudius' græskarliggørelse") om den døde kejser Claudius.
Der har været særlig interesse for Senecas religiøse opfattelse, som har flere ligheder med kristendommen. Han opererer med et monoteistisk begreb (én-guds-opfattelsen), med udtryk som skyld og godhed og blev tidligere anset for hemmeligt kristen, en teori som er afvist med henvisning til hans accept af selvmord. Sandsynligvis skyldes ligheden de stoiske fællestræk.
Seneca virkede også som dramatiker og skrev en række tragedier (de eneste bevarede fra det antikke Rom) med græske motiver. De er gennemgående præget af effektjageri og voldsomme optrin og vurderes i dag lavt, men har påvirket engelsk renæssancedrama (fx Shakespeares Hamlet), en ”senecansk tragedie”.

## Betydning i Danmark
I Danmark, som i mange andre lande, har Senecas tanker om moral og livsvisdom inspireret filosoffer, forfattere og intellektuelle gennem århundreder. Hans ideer om at leve i overensstemmelse med naturen, praktisere selvbeherskelse og håndtere modgang med stoisk ro har fundet resonans i forskellige perioder af historien.
Stoicismen, som Seneca var en fremtrædende repræsentant for, har haft indflydelse på mange filosofiske, litterære og pædagogiske strømninger. I Danmark, ligesom i andre lande, har stoicismen bidraget til tanken om at udvikle indre styrke, fornuft og en stabil karakter i mødet med livets udfordringer.
Seneca selv har direkte eller indirekte påvirket mange danske forfattere og tænkere, der har trukket på hans ideer om moral og menneskelig natur. Hans tanker har indgået i den bredere vestlige intellektuelle tradition, og hans indflydelse mærkes gennem referencer, citeringer og adoption af stoiske principper i både filosofiske værker og litteratur.

## Seneca-skrifter på dansk
- Lucii Annaei Senecae Den vitberømte oc nafnkundige Philosophi eller Vissdoms-Elskeris Skrifter, som Sæderne oc et skickeligt Lefnit handler, oc med Bestandighed i Medgang oc Modgang det at fremdrage underviser: Af samme Autore paa Latine skrefvit. Nu paa voris danske Maal ofversæt af den sin Neste dermed at tiene Begierer Trolig. Oversættelse ved Birgitte Thott. Trykt af Georg Hantsch, 1658.
- Tre Dialoger af Seneca. Udg. af M. Cl. Gertz. Kbh. 1873.
- Senecas Breve og andre skrifter til Lucilius. Skildringer fra den romerske Kejsertid. En Oldtidsfilosofs Tanker om Verden og Menneskelivet, bd. 1-2. Oversat af M. Cl. Gertz. Kbh. 1927.
- Om vrede. Om mildhed. Om sindsro. På dansk ved Villy Sørensen. Gyldendal, Kbh. 1977 (ny udg. 1999).
- Om livets korthed. Gyldendal, Kbh. 1997.
- Livsfilosofi. Udvalg af Senecas moralske breve. Udg. af Mogens Hindsberger. Kbh. 1980.
- Trøsteskrift til min mor Helvia. Klim 2023